# Cherry Pie (singolo)
Cherry Pie è un singolo del gruppo musicale statunitense Warrant, il primo estratto dal loro secondo omonimo album in studio nel 1990.
La canzone è diventata il maggior successo del gruppo dopo Heaven, raggiungendo il decimo posto della Billboard Hot 100 e la diciannovesima posizione della Mainstream Rock Songs. Si posizionò inoltre al sesto posto della classifica australiana e al trentacinquesimo di quella britannica. Da molti definita un "inno rock", nel 2009 è stata nominata come la 56ª più grande canzone hard rock di tutti i tempi da VH1, mentre nel 2014 è stata indicata come la 19ª più grande canzone pop metal da Yahoo! Music.
Cherry Pie è stata rivisitata dalla band nel loro album Greatest & Latest, venendo per l'occasione rinominata Cherry Pie '99, ed è stata pubblicata nuovamente come singolo e in seguito anche su iTunes. La canzone ha anche dato il titolo alla raccolta Cherry Pie (All the Hitz 'N' More) pubblicata nel 2004, anno in cui Lane ha registrato una nuova versione acustica di Cherry Pie per la compilation VH1 Classic: Metal Mania - Stripped.

## Storia
Cherry Pie, la canzone più famosa dei Warrant, in origine non era prevista per la pubblicazione. Il chitarrista del gruppo, Joey Allen, ha dichiarato che l'album doveva inizialmente chiamarsi Quality You Can Taste (il frontman Jani Lane ha ricordato in modo diverso, affermando che il titolo doveva essere Uncle Tom's Cabin), ma il presidente della Columbia voleva un inno rock, così si rivolse a Jani Lane. (Secondo quanto riportato da Lane, egli voleva una canzone in stile Love in an Elevator.) Lane scrisse Cherry Pie in circa quindici minuti. Joey Allen ha dichiarato che «...l'intero marketing e tutto ciò che riguardava quel disco cambiò. Venne decisamente guidato dall'etichetta e non dal gruppo.» La canzone venne composta su un cartone da pizza che è ora in mostra all'Hard Rock Cafe di Destin, Florida. L'assolo di chitarra è suonato da C.C. DeVille dei Poison.
I membri del gruppo hanno in seguito espresso giudizi negativi sul brano, che li ha resi delle superstar internazionali, ma ha presto segnato per loro un marchio indelebile da loro considerato un peso. Nel terzo episodio dello speciale Heavy – The Story of Metal mandato in onda da VH1, Jani Lane aveva espresso il suo rammarico per essersi fatto convincere a scrivere Cherry Pie:
Lane ha poi ritrattato tali affermazioni, chiarendo che si trovava in un momento di stress personale ai tempi di quell'intervista, e che non provava sentimenti così negativi nei confronti del brano.

## Video musicale
Il videoclip del brano ricevette un massiccio airplay su MTV e altre emittenti televisive. In questo si vedono i Warrant e una donna, interpretata dalla modella Bobbie Brown, che balla per tutto il video mentre il gruppo esegue il brano.
La rete musicale canadese MuchMusic si rifiutò di mandare in onda il video in quanto lo riteneva "sessista in modo offensivo". Bobbie Brown si fidanzò con Jani Lane subito dopo la fine delle riprese, e i due si sposarono nel 1991.
Anni dopo, uno speciale di MTV sui migliori e peggiori video musicali di sempre, chiamato MTV's Triumphs and Tragedies, menzionerà il video della canzone come uno dei peggiori.

## Tracce
1. Cherry Pie – 3:22
2. Thin Disguise – 3:15

## Formazione
- Jani Lane – voce
- Joey Allen – chitarra
- Erik Turner – chitarra
- Jerry Dixon – basso
- Steven Sweet – batteria

Ospite speciale
- C.C. DeVille – assolo di chitarra

## Classifiche
| Classifica (1990/91)          | Posizione massima |
| ----------------------------- | ----------------- |
| Australia                     | 6                 |
| Canada                        | 57                |
| Nuova Zelanda                 | 37                |
| Regno Unito                   | 35                |
| Stati Uniti                   | 10                |
| Stati Uniti (mainstream rock) | 19                |
| Stati Uniti (radio)           | 10                |

## Nella cultura di massa
Nel 1992 il cantante-comico "Weird Al" Yankovic ha incluso una cover parodistica della canzone nel suo medley polka Polka Your Eyes Out per l'album Off the Deep End.
Il brano è presente come traccia suonabile nei videogiochi simulatori di strumenti Guitar Hero II e Guitar Hero: Greatest Hits.
Appare inoltre nelle serie animate King of the Hill, I Griffin, The Cleveland Show, nella serie How I Met Your Mother, Young Sheldon e nei film Natale in affitto, Un weekend da bamboccioni 2, Fall e la versione estesa di Rock of Ages.